# Heráclio, o Velho
Heráclio, o Velho (em latim: Heraclius; em grego: Ἡράκλειος; romaniz.: Herákleios; m. 610) foi um oficial militar bizantino do final do século VI e começo do VII e pai do imperador Heráclio (r. 610–641). De origem armênia, tornou-se notório nas guerras bizantino-sassânidas da década de 580. Cerca de 600, foi nomeado exarca da África. Em 608, se rebelou com seu filho contra o usurpador Focas (r. 602–610). Utilizando-se da África como base, o jovem Heráclio conseguiu derrubar Focas e fundou a dinastia heracliana, que reinaria no Império Bizantino por um século. Heráclio, o Velho morreu logo depois de receber a notícia da ascensão do filho.

## Família
A Historia syntomos do patriarca Nicéforo I de Constantinopla menciona um único irmão de Heráclio, o Velho, chamado Gregoras, e que era pai de Nicetas. Teófanes, o Confessor menciona Epifânia como mãe de Heráclio e, assim, a esposa de Heráclio, o Velho. Heráclio, o Velho é mencionado como sendo o pai do imperador Heráclio em diversas fontes, incluindo Teofilato, João de Niciu, Nicéforo I, Teófanes, Agápio, o Historiador, o Suda, Jorge Cedreno, João Zonaras, Miguel, o Sírio, a Crônica de 1234 e Nicéforo Calisto Xantópulo.
O irmão de Heráclio, o Jovem melhor atestado nas fontes é Teodoro. Maria, sua irmã, é citada por Nicéforo e identificada como sendo a mãe de Martina, que se casaria com Heráclio, o Jovem. Deve-se notar, porém, que tanto Cedreno quanto Miguel, o Sírio consideram que Martina era filha de um irmão não nomeado de Heráclio, o Jovem, lançando dúvidas sobre a relação precisa entre eles. Finalmente, Teófanes menciona brevemente outro Gregoras como irmão de Heráclio, o Jovem, por ocasião da morte do primeiro em Heliópolis (atual Balbeque) c. 652–653. Este é a única menção deste irmão. Teófanes, porém, pode ter se confundido na relação entre Gregoras e o imperador.

## Vida

### Origem
Heráclio era de origem armênia, o que pode ser deduzido por uma passagem na obra de Teofilato Simocata que o considera nativo da Armênia bizantina. A passagem é: "E assim Filípico soube durante sua viagem que Prisco tinha sido feito general pelo imperador Maurício; ao chegar em Tarso, enviou mensagens para Heráclio indicando que, após deixar o exército, deveria retornar para sua cidade natal quando viesse à Armênia, e lá deveria entregar o exército para Narses, o comandante da cidade de Constantina". A "cidade natal" de Heráclio não é mencionada especificamente. Maria e Michael Whitby sugerem que Heráclio era na época o mestre dos soldados da Armênia (magister militum per Armeniam). Se for o caso, "sua cidade" seria Teodosiópolis (atual Erzurum), o quartel-general das forças romanas na Armênia. Como principal fortaleza militar ao longo da fronteira noroeste do império, Teodosiópolis tinha uma grande importância estratégica e foi ferozmente disputada nas guerras entre os persas e os romanos. Os imperadores Anastácio I e Justiniano I refortificaram-na e construíram novas defesas durante os seus reinados.
Nada se sabe da ascendência específica de Heráclio, o Velho, o que não evitou que os historiadores modernos especulassem sobre o tema. Cyril Mango defende uma teoria que sugere que seria um descendente homônimo de Heráclio de Edessa, um general romano do século V. Uma passagem da História de Sebeos tem sido interpretada como sugerindo uma origem arsácida para Heráclio. Esta teoria tem sido defendida fortemente por Cyril Toumanoff e foi considerada plausível por Alexander Vasiliev e Irfan Shahîd. João de Niciu e Constantino Manasses parecem considerar seu filho, Heráclio, o Jovem, como sendo capadócio, o que pode ser apenas uma indicação do local de seu nascimento e não a origem de seus ascendentes propriamente.

### Carreira

#### Sob Filípico

Fronteira bizantino-sassânida em 565

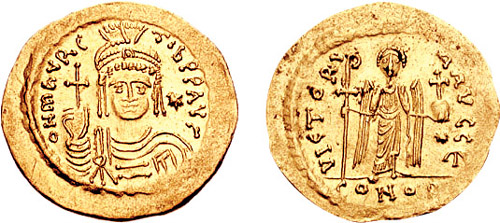
Soldo do imperador Maurício r.

Heráclio, o Velho foi mencionado pela primeira vez em 586 como general servindo sob Filípico durante a Guerra bizantino-sassânida de 572-591. Comandou o centro do exército na Batalha de Solacão na primavera de 586. Após a batalha, foi enviado numa missão exploratória para confirmar rumores da aproximação de reforços persas. A força bizantina então continuou a ação militar, invadiu Arzanena e Filípico cercou Clomaro, a principal cidade da área. Neste ponto, Jóvio e Maruta, dois líderes locais, desertaram para o lado bizantino. Prometeram ajudar a localizar posições ideais para construção de fortalezas inexpugnáveis que pudessem controlar a passagem pelos Montes Tauro e Hakkâri, permitindo o controle bizantino sobre as rotas comerciais que ligavam Arzanena com a Armênia e a Baixa Mesopotâmia. Filípico ordenou a Heráclio, que nesta época era o seu segundo no comando (hipoestratego), a seguir os pontos indicados pelos locais.
Vinte homens acompanharam Heráclio nesta missão e partiram sem suas armaduras. O grupo logo encontrou Cardarigano liderando um novo exército persa. Teofilato nota que "Cardarigano estava marchando contra os romanos, tendo alistado hordas que não eram soldados, mas homens inexperientes nas artes marciais; além disso, juntou uma caravana de animais de carga e camelos e estava avançando." Mesmo assim, Cardarigano tentou atacar o grupo mal armado de Heráclio que teve que escapar movendo-se de escarpa em escarpa. À noite, enviou um mensageiro para avisar Filípico da ameaça iminente. As forças de Filípico fugiram em desordem de volta para o território romano. Ele conseguiu alcançar Amida e então começou a restaurar as antigas fortalezas no monte Izalas. Lá, possivelmente por conta de uma enfermidade, entregou o comando do exército para Heráclio. Teofilato conta que: "Ele [Filípico] deu parte do exército para Heráclio, uma vez que estava tomado por dores e incapaz de lutar. Heráclio reuniu seus soldados e acampou do outro lado das colinas de Izalas ou nas margens do rio Tigre. Da mesma forma, Heráclio deixou Tâmano [um local na margem oriental do Tigre], avançou em direção à Média Meridional e arrasou toda a região. Chegou mesmo a atravessar o Tigre e impeliu o exército adiante, queimando tudo o que tinha alguma importância naquela parte da Média. Então reentrou no território romano, deu a volta em Teodosiópolis e novamente se juntou aos homens que estavam com Filípico." Teofilato indica que Filípico e Heráclio passaram o inverno juntos em Teodosiópolis.
Na primavera de 587, Filípico estava novamente doente e incapaz de liderar a campanha em pessoa. Entregou dois terços de seu exército para Heráclio, e o resto aos generais Teodoro e André, e os enviou em raides contra o território persa. Heráclio cercou um forte de nome desconhecido, utilizando de forma incansável suas máquinas de cerco, dia e noite, até que ele caiu. Após guarnecer o recém-capturado forte, Teófanes, o Confessor relata que seguiu adiante e se juntou ao general Teodoro no cerco de Biudes (Beioudes), o que parece ser um erro. Teófanes pode ter interpretado incorretamente uma passagem relevante de Teofilato que relata que Teodoro e André se juntando neste cerco.
No final de 587, Filípico planejava retornar para Constantinopla deixando Heráclio responsável pelo exército durante a temporada de inverno. Heráclio imediatamente adotou medidas para restaurar a disciplina entre as tropas. De acordo com Teofilato, "Heráclio decretou penas para deserção e vagabundagem nas forças romanas; e os que haviam se despedido do trabalho e que vagavam sem rumo de um lado para o outro retornaram ao bom senso por causa das punições". No início de 588, o imperador Maurício (r. 582–602) substituiu Filípico por Prisco. Filípico escreveu para Heráclio, ordenando que deixasse o exército na região a cargo de Narses e retornasse à Armênia. Mas estas mesmas cartas avisaram os soldados do decreto imperial que reduzia os seus pagamentos em um quarto A notícia provocou um motim entre as tropas, que se recusaram a obedecer as ordens de Prisco. O motim só terminou quando a ordem foi rescindida e Filípico foi novamente nomeado como comandante do exército do oriente.

#### Sob Comencíolo
Heráclio reapareceu um ano depois, sob o comando de Comencíolo, na Batalha de Sisarbano (outono de 589), nas redondezas de Nísibis. De acordo com o relato de Teofilato, Comencíolo supostamente fugiu para Teodosiópolis ainda durante a batalha. Heráclio tomou o comando das tropas restantes e as levou à vitória. O cronista, porém, viveu e escreveu durante o reinado de Heráclio, o Jovem, e era fortemente enviesado em favor do pai do imperador. Seu relato é, por isso, suspeito ao exagerar (ou mesmo inventar) um ato de covardia de Comencíolo com o objetivo de engrandecer a memória de Heráclio. O contemporâneo Evágrio Escolástico, por exemplo, atesta que Comencíolo estava no meio do campo de batalha e sequer menciona Heráclio.

#### Revolta armênia
Heráclio é mencionado novamente por volta de 595 como mestre dos soldados da Armênia, provavelmente sucedendo a João Mistacão. A História de Sebeos é a principal fonte para este período. Ele foi enviado à região pelo imperador para enfrentar os rebeldes armênios liderados por Samuel Vanúnio e Atato Corcorúnio e contou com a ajuda de Amazaspes III Mamicônio.
| “ | Então [o imperador] ordenou que o general Heráclio, que estava no país da Armênia, reunisse suas tropas e avançasse contra [os rebeldes] em batalha. (...) Então [os rebeldes] saquearam o que quer que encontrassem, amealhando um grande espólio, e partiram para o seguro país de Corduena. Queriam se fortificar ali. O exército grego os perseguiu, com o general Heráclio e Amazaspes Mamicônio. Quando [os fugitivos] chegaram perto da fortaleza, atravessaram o rio chamado Jerme pela ponte que é chamada de ponte de Daniel. Destruíram a ponte e se posicionaram no desfiladeiro para defender o local da ponte. Eles [os gregos] pararam na margem do rio e ponderaram o que deveriam fazer. Como não encontraram um vau, pretendiam voltar, quando inesperadamente um padre viajante os encontrou. Agarraram o padre e lhe disseram: 'Mostre-nos o vau sobre o rio, senão o mataremos.' Ele liderou o exército e apontou o vau abaixo. Todo o exército cruzou o vau. Alguns guardavam a fortaleza por trás, alguns seguravam a cabeça de ponte e a entrada do vale, enquanto outros entravam na fortaleza e os atacavam. Houve um massacre terrível, mas conseguiram exterminá-los. Na batalha mataram Narses, Bestã e Samuel, que não fizeram pouca carnificina ao redor deles. Mas Sérgio e Varazes Narses foram capturaram com alguns outros. Os trouxeram à cidade de Carim [Teodosiópolis] e depois cortaram suas cabeças. No momento da decapitação, Varazes Narses disse a Sérgio: 'Vamos apostar pra ver quem matarão primeiro.' Mas Sérgio disse: 'Sou um homem velho e um pecador; imploro que me concedas este presente. Deixe-me ter este pequeno consolo de que eu não veja tua morte.' Então cortaram sua cabeça primeiro. Mas Teodoro Atrepatuni escapou e foi à corte do rei persa. Ele ordenou que ele fosse amarrado e entregue aos seus inimigos para ser morto. E com grande crueldade ele o torturou. | ” |
|   | — Sebeos, História, cap. 16-17. |   |

Heráclio parece ter sido posteriormente substituído por Surena. Seu período de serviço na Armênia foi breve, porém serviu para reforçar seus laços com a região.

#### Exarca da África
Heráclio é mencionado novamente em 608 como patrício e exarca da África. De acordo com o patriarca de Constantinopla Nicéforo I, foi nomeado à posição por Maurício, o que ocorreu antes da deposição e morte do imperador em 602. Pode ter substituído Inocêncio, um exarca temporário nomeado para o período de 598 até 600. A nomeação sugere que Heráclio estava nas graças de Maurício e tinha motivos para se manter fiel a ele. Assim, Heráclio e sua corte lamentaram a morte e a execução de Maurício, celebrando honras póstumas ao falecido. Os exarcas da África eram de fato os governadores-gerais da região, com poderes civis e militares. Sua capital era Cartago. Historiadores do final do século XIX e início do XX atribuíram muita importância a esta nomeação, chegando a sugerir que ela requereria laços fortes entre Heráclio e a África ou com o mais amplo Império Romano do Ocidente. Historiadores posteriores notaram, porém, que esta nomeação era parte de um padrão mais amplo. No século VI, diversos comandantes militares bizantinos iniciaram suas carreiras nas regiões orientais do império, geralmente nas redondezas da Alta Mesopotâmia. Após o seu período de serviço, eram transferidos para o Norte da África e não há indícios de que esta rotação entre as províncias orientais e ocidentais tenha sido pouco usual.

#### Revolta contra Focas

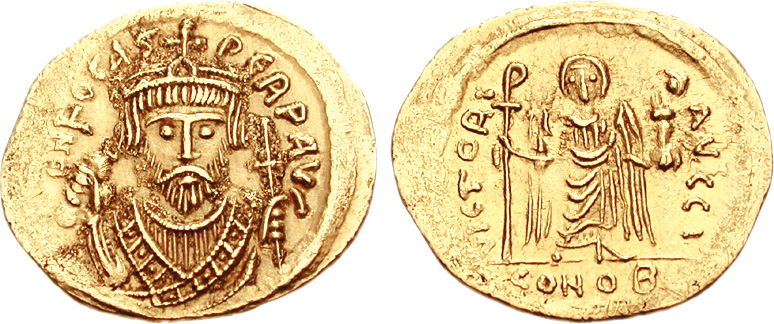
Soldo do imperador Focas r.

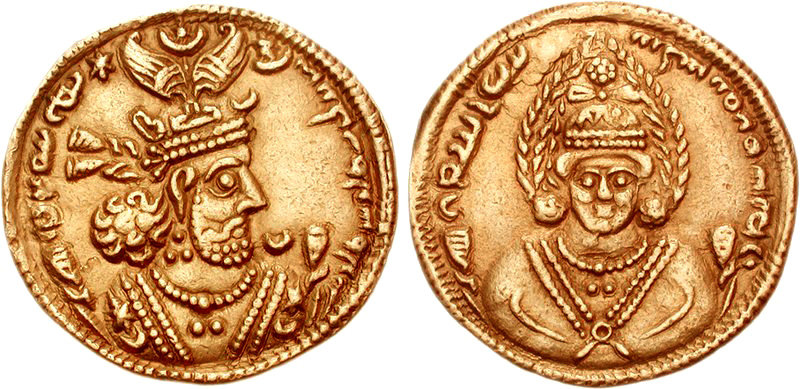
Dinar de ouro de r.

Em 608, o Exarcado da África sob Heráclio, o Velho se revoltou contra Focas (r. 602–610). A campanha subsequente contra ele foi relatada pelos historiadores bizantinos como sendo uma vingança contra a morte de Maurício, o que pode de fato ter sido um dos motivadores da revolta. A outra parte, porém, seria o que Walter Emil Kaegi chamou de "frios cálculos políticos": Cartago estava a uma distância segura de Constantinopla e Focas não poderia facilmente atacar a cidade. A relativa riqueza do Exarcado da África era suficiente para financiar a revolta. O regime de Focas precisava dos grãos e das receitas da África, enquanto que o Exarcado se sustentava com relativa facilidade. Enquanto isso, o xá Cosroes II (r. 590–628) havia assegurado o controle de Dara e estava mobilizando suas tropas para uma invasão em larga escala ao Império Bizantino. Notícias desta campanha podem muito bem ter chegado até os ouvidos de Heráclio. Com Focas tendo que enfrentar inimigos em duas frentes, seria incapaz de concentrar suas forças em qualquer uma delas, o que encorajou Heráclio ao aumentar suas chances de sucesso.
Após a revolta, Heráclio, o Velho e seu filho Heráclio, o Jovem foram proclamados cônsules em conjunto. Não há indicações nas fontes de como atingiram este objetivo, ou seja, se Heráclio foi autonomeado ou oficialmente proclamado pelo senado de Cartago, "cujos membros não tinham direito legal de nomear um cônsul romano". Mesmo assim, o significado da nomeação é evidente. Nenhuma pessoa havia sido proclamada cônsul desde o reinado de Justiniano I (r. 527–565). Desde então, o título era concedido exclusivamente ao imperador bizantino. Com esta proclamação, Heráclio estaria discutivelmente dando o primeiro passo para se tornar imperador, legitimando sua conexão com a longa história de Roma. As casas da moeda de Cartago e, posteriormente, de Alexandria cunharam moedas representando Heráclio e seu filho homônimo vestindo os trajes consulares.
João de Antioquia e o patriarca Nicéforo reportam que Heráclio, o Velho manteve correspondência com Prisco, o comandante dos excubitores e antigo comandante do exército. Nesta época, Prisco era o genro de Focas, mas supostamente tinha alguma rusga com o imperador. Ele alegadamente prometeu apoio a Heráclio no caso de uma revolta e confirmou-o assim que ela iniciou. A história é, porém, suspeita. Ainda que tenha havido grandes disputas em Constantinopla e Prisco de fato tenha desertado para o lado de Heráclio, não há nada que indique que ele o ajudou a incitar a revolta. Nicéforo relata que Heráclio, o Velho se encontrou com seu irmão Gregoras antes de proclamar a revolta, possivelmente indicando que estaria atuando como conselheiro do irmão. Ele também reporta que Gregoras esperava promover seu próprio filho, Nicetas, ao trono, embora esta afirmação seja considerada quanto muito improvável pelos historiadores modernos.
A situação em 609-610 rapidamente foi se tornando difícil para Focas e seus aliados. Suas defesas contra o Império Sassânida falharam e havia forças persas na Mesopotâmia, Armênia, Síria e nas províncias da Anatólia. Forças bizantinas rebeldes controlavam a África e o Egito. Eslavos estavam ocupando a prefeitura pretoriana da Ilíria. Em Tessalônica e em várias cidades da Anatólia e da Síria, os "Azuis" e os "Verdes" (grupos armados de torcedores das corridas nos hipódromos) estavam resolvendo suas diferenças em conflitos abertos. Em algumas regiões da Síria, os judeus estavam se revoltando e linchando cristãos. Mesmo em Constantinopla, a multidão provocava Focas por conta de sua paixão pelas bebidas alcoólicas.
Em 610, o general persa Sarbaro estava se aproximando de Antioquia. Mas o fronte persa não era uma ameaça imediata: os rebeldes da África eram. Tendo assegurado o controle do Egito, avançaram e invadiram a Síria e Chipre, enquanto que uma grande frota sob o comando de Heráclio, o Jovem navegou à capital imperial. Aliados da Sicília, Creta e Tessalônica se juntavam à campanha. Os rebeldes alcançaram Constantinopla em outubro. A única força que Focas tinha disponível para defender a cidade eram os excubitores de sua guarda-pessoal e as forças não regulares dos "Verdes" e "Azuis". Prisco, o comandante dos excubitores, escolheu este momento para declarar sua afiliação a Heráclio. Os "Verdes" também mudaram de lado e Constantinopla caiu com relativa facilidade. Heráclio, o Jovem se tornou o novo imperador e Focas, juntamente com diversos parentes e aliados, foi executado. De acordo com João de Niciu, Heráclio, o Velho se alegrou com as notícias da ascensão do filho ao trono imperial, mas morreu logo depois.

## Importância
Heráclio, o Velho foi um importante general em sua época, mas suas conquistas foram modestas. Os historiadores bizantinos que cobriram sua carreira possivelmente tentaram aumentar a importância delas para dar a Heráclio, o Jovem uma ascendência mais brilhante.